# Símurg

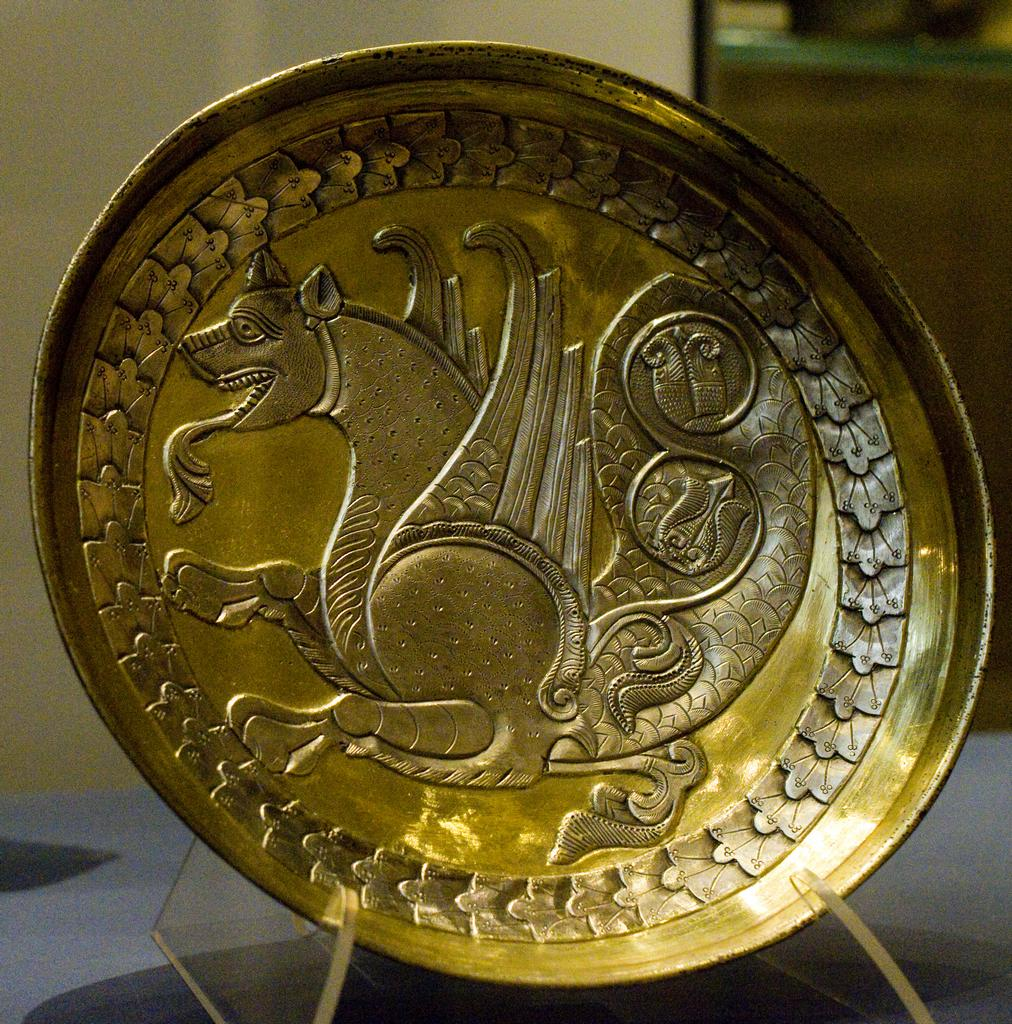
Símurg na sasánovském postříbřeném talíři v podobě ptáka-psa či ptáka-lva, 7.-8. století

Símurg je mytický pták v perském eposu Šáhnáme a oblíbený motiv ve středověkém umění západní Asie, Byzance a východní Evropy. Často je zobrazován jako hybrid pták-pes, pták-kozoroh nebo pták-beran, čímž se podobá gryfovi. Jeho jméno vychází z avestánského Saéna „dravý (pták)“ z kterého vzešlo středoperské Senmurv „dravý pták“, totožnost těchto ptáků s pozdějším Símurgem však není zcela jistá.
Podle Avesty Saéna sedí na Harvisptochumu „Stromě všech semen“, který stojí uprostřed nebeského jezera Vourukaša. Svými křídly pták semena rozptyluje a vítr a déšť je pak odnáší do všech světových stran. V pozdějších textech se zmiňuje že má také mláďata, která kojí.
V perském eposu Šáhnáme sepsaném básníkem Firdausím na počátku 11. století je Símurg označován jako „král ptáků“ a žije na mytické hoře Hará v pohoří Alborz. Je přítelem rodiny Rustama, hlavního hrdiny eposu, a vychovatelem jeho otce Zála. Símurgh také zasáhne do souboje mezi Rustama s Isfadijárou a hrdinu vyléčí a poradí jak svého protivníka porazit. Uzdravují peří je připisována také avestánskému Verethragnovi v jeho ptačí podobě. V Šáhnáme se také objevuje jiný Símurgh, odlišný od přechodzího, jež je považován za ničemného a je poražen výše zmíným Isfadijárou.
Někteří badatelé jako Boris Rybakov či C. V. Trever odvozují slovanského boha Simargla z tohoto perského mytického stvoření. Poukazují na rozšíření motivu okřídleného psa na ruských špercích, přetvávající až do 13. století, a výrazný vliv Íránců na slovanskou kulturu a náboženství. Odpůrci této hypotézy však poukazují na to že Símurg není božstvem, ale bytostí nižšího řádu.